# Ron Flockhart (Rennfahrer)
William Ronald „Ron“ Flockhart (* 16. Juni 1923 in Edinburgh; † 12. April 1962 bei Melbourne, Australien) war ein britischer Automobilrennfahrer und Pilot.

## Karriere
Ron Flockhart begann seine Motorsportkarriere mit Motorradrennen, ehe er auf ERAs zunächst kleinere Autorennen in Großbritannien bestritt. 1954 bis 1960 trat er bei etlichen Formel-1-Rennen an, meist auf B.R.M., hin und wieder auch auf anderen Marken wie Connaught-Alta oder Cooper. Höhepunkt seiner Formel-1-Karriere war der dritte Platz beim Großen Preis von Italien 1956. Ungleich erfolgreicher war er bei Sportwagenrennen, 1956 und 1957 konnte er auf Jaguar das 24-Stunden-Rennen von Le Mans für sich entscheiden.
1961 verlegte er sich auf die Fliegerei, wo er versuchte, den Rekord für den Solo-Flug von Australien nach Großbritannien zu brechen. Beim Training für einen zweiten Rekordflug stürzte er mit seinem Flugzeug bei Melbourne ab und verunglückte tödlich.

## Statistik

### Statistik in der Automobil-Weltmeisterschaft

#### Gesamtübersicht
| Saison | Team                     | Chassis          | Motor           | Rennen | Siege | Zweiter | Dritter | Poles | schn. Rennrunden | Punkte | WM-Pos. |
| ------ | ------------------------ | ---------------- | --------------- | ------ | ----- | ------- | ------- | ----- | ---------------- | ------ | ------- |
| 1954   | B. Bira                  | Maserati 250F    | Maserati 2.5 L6 | 1      | −     | −       | −       | −     | −                | −      | NC      |
| 1956   | Owen Racing Organisation | BRM P25          | BRM 2.5 L4      | 1      | −     | −       | −       | −     | −                | 4      | 14.     |
| 1956   | Connaught Engineering    | Connaught Type B | Alta 2.5 L4     | 1      | −     | −       | 1       | −     | −                | 4      | 14.     |
| 1957   | Owen Racing Organisation | BRM P25          | BRM 2.5 L4      | 2      | −     | −       | −       | −     | −                | −      | NC      |
| 1958   | Owen Racing Organisation | BRM P25          | BRM 2.5 L4      | 1      | −     | −       | −       | −     | −                | −      | NC      |
| 1959   | Owen Racing Organisation | BRM P25          | BRM 2.5 L4      | 5      | −     | −       | −       | −     | −                | −      | NC      |
| 1960   | Team Lotus               | Lotus 18         | Climax 2.5 L4   | 1      | −     | −       | −       | −     | −                | 1      | 25.     |
| 1960   | Cooper Car Company       | Cooper T51       | Climax 2.5 L4   | 1      | −     | −       | −       | −     | −                | 1      | 25.     |
| Gesamt | Gesamt                   | Gesamt           | Gesamt          | 13     | −     | −       | 1       | −     | −                | 5      |         |

#### Einzelergebnisse
| Saison | 1   | 2 | 3   | 4   | 5   | 6 | 7  | 8 | 9   | 10  | 11 |
| ------ | --- | - | --- | --- | --- | - | -- | - | --- | --- | -- |
| 1954   |     |   |     |     |     |   |    |   |     |     |    |
|        |     |   |     | DNF |     |   |    |   |     |     |    |
| 1956   |     |   |     |     |     |   |    |   |     |     |    |
|        |     |   |     |     | DNF |   | 3  |   |     |     |    |
| 1957   |     |   |     |     |     |   |    |   |     |     |    |
|        | DNF |   | DNF |     |     |   |    |   |     |     |    |
| 1958   |     |   |     |     |     |   |    |   |     |     |    |
|        | DNQ |   |     |     |     |   |    |   |     | DNF |    |
| 1959   |     |   |     |     |     |   |    |   |     |     |    |
| DNF    |     |   | 6   | DNF |     | 7 | 13 |   |     |     |    |
| 1960   |     |   |     |     |     |   |    |   |     |     |    |
|        |     |   |     |     | 6   |   |    |   | DNF |     |    |

| Legende  | Legende            | Legende                                                          |
| Farbe    | Abkürzung          | Bedeutung                                                        |
| -------- | ------------------ | ---------------------------------------------------------------- |
| Gold     | –                  | Sieg                                                             |
| Silber   | –                  | 2. Platz                                                         |
| Bronze   | –                  | 3. Platz                                                         |
| Grün     | –                  | Platzierung in den Punkten                                       |
| Blau     | –                  | Klassifiziert außerhalb der Punkteränge                          |
| Violett  | DNF                | Rennen nicht beendet (did not finish)                            |
| Violett  | NC                 | nicht klassifiziert (not classified)                             |
| Rot      | DNQ                | nicht qualifiziert (did not qualify)                             |
| Rot      | DNPQ               | in Vorqualifikation gescheitert (did not pre-qualify)            |
| Schwarz  | DSQ                | disqualifiziert (disqualified)                                   |
| Weiß     | DNS                | nicht am Start (did not start)                                   |
| Weiß     | WD                 | zurückgezogen (withdrawn)                                        |
| Hellblau | PO                 | nur am Training teilgenommen (practiced only)                    |
| Hellblau | TD                 | Freitags-Testfahrer (test driver)                                |
| ohne     | DNP                | nicht am Training teilgenommen (did not practice)                |
| ohne     | INJ                | verletzt oder krank (injured)                                    |
| ohne     | EX                 | ausgeschlossen (excluded)                                        |
| ohne     | DNA                | nicht erschienen (did not arrive)                                |
| ohne     | C                  | Rennen abgesagt (cancelled)                                      |
| ohne     | keine WM-Teilnahme |                                                                  |
| sonstige | P/fett             | Pole-Position                                                    |
| sonstige | 1/2/3/4/5/6/7/8    | Punktplatzierung im Sprint-/Qualifikationsrennen                 |
| sonstige | SR/kursiv          | Schnellste Rennrunde                                             |
| sonstige | *                  | nicht im Ziel, aufgrund der zurückgelegten Distanz aber gewertet |
| sonstige | ()                 | Streichresultate                                                 |
| sonstige | unterstrichen      | Führender in der Gesamtwertung                                   |

### Le-Mans-Ergebnisse
| Jahr | Team              | Fahrzeug              | Teamkollege      | Platzierung | Ausfallgrund     |
| ---- | ----------------- | --------------------- | ---------------- | ----------- | ---------------- |
| 1955 | Lotus Engineering | Lotus Mk9             | Colin Chapman    | Ausfall     | Disqualifiziert  |
| 1956 | Ecurie Ecosse     | Jaguar D-Type         | Ninian Sanderson | Gesamtsieg  |                  |
| 1957 | Ecurie Ecosse     | Jaguar D-Type         | Ivor Bueb        | Gesamtsieg  |                  |
| 1959 | Ecurie Ecosse     | Tojeiro               | John Lawrence    | Ausfall     | Motor überhitzt  |
| 1960 | Ecurie Ecosse     | Jaguar D-Type         | Bruce Halford    | Ausfall     | Antriebswelle    |
| 1961 | Border Reivers    | Aston Martin DBR1/300 | Jim Clark        | Ausfall     | Kupplungsschaden |

### Sebring-Ergebnisse
| Jahr | Team          | Fahrzeug      | Teamkollege    | Platzierung | Ausfallgrund  |
| ---- | ------------- | ------------- | -------------- | ----------- | ------------- |
| 1958 | Ecurie Ecosse | Jaguar D-Type | Masten Gregory | Ausfall     | Ventilschaden |

### Einzelergebnisse in der Sportwagen-Weltmeisterschaft
| Saison | Team           | Rennwagen                            | 1   | 2   | 3   | 4   | 5   | 6   | 7   |
| ------ | -------------- | ------------------------------------ | --- | --- | --- | --- | --- | --- | --- |
| 1955   | Team Lotus MG  | Austin-Healey 100 Lotus Mk9 MG EX182 | BUA | SEB | MIM | LEM | RTT | TAR |     |
| 1955   | Team Lotus MG  | Austin-Healey 100 Lotus Mk9 MG EX182 |     |     | DNF | DNF | DNF |     |     |
| 1956   | Ecurie Ecosse  | Jaguar D-Type                        | BUA | SEB | MIM | NÜR | KRI |     |     |
| 1956   | Ecurie Ecosse  | Jaguar D-Type                        |     | DNF |     |     |     |     |     |
| 1957   | Ecurie Ecosse  | Jaguar D-Type                        | BUA | SEB | MIM | NÜR | LEM | KRI | CAR |
| 1957   | Ecurie Ecosse  | Jaguar D-Type                        |     |     | DNF | 8   | 1   |     |     |
| 1958   | Ecurie Ecosse  | Jaguar D-Type                        | BUA | SEB | TAR | NÜR | LEM | RTT |     |
| 1958   | Ecurie Ecosse  | Jaguar D-Type                        |     | DNF |     | DNF |     |     |     |
| 1959   | Ecurie Ecosse  | Tojeiro Jaguar D-Type                | SEB | TAR | NÜR | LEM | RTT |     |     |
| 1959   | Ecurie Ecosse  | Tojeiro Jaguar D-Type                |     |     | DNF | DNF | 7   |     |     |
| 1960   | Ecurie Ecosse  | Jaguar D-Type                        | BUA | SEB | TAR | NÜR | LEM |     |     |
| 1960   | Ecurie Ecosse  | Jaguar D-Type                        |     | DNF |     |     |     |     |     |
| 1961   | Border Reivers | Aston Martin DBR1                    | SEB | TAR | NÜR | LEM | PES |     |     |
| 1961   | Border Reivers | Aston Martin DBR1                    | DNF |     |     |     |     |     |     |